# Al Wakrah (ville)
Cet article concerne la ville. Pour la municipalité, voir Al Wakrah.
 (mars 2020).
Si vous disposez d'ouvrages ou d'articles de référence ou si vous connaissez des sites web de qualité traitant du thème abordé ici, merci de compléter l'article en donnant les références utiles à sa vérifiabilité et en les liant à la section « Notes et références ».
Al Wakrah (الوكرة) est une ville du Qatar. C'est la capitale de la municipalité d’Al Wakrah.

## Sports
- Al Wakrah Club